# Granica czechosłowacko-niemiecka
Granica czechosłowacko-niemiecka – granica międzypaństwowa, istniejąca w różnych przebiegach od 1918 do 1992 roku.
Granica powstała w 1918 roku i miała wtedy niemal identyczny przebieg jak część granicy austro-węgiersko-niemieckiej sprzed I wojny światowej. Zaczynała się od trójstyku z Austrią na Szumawie w pobliżu Pasawy, następnie biegła na północny zachód i zakręcała w okolicach Cheba na północny wschód, grzbietem Rudaw, a następnie jak obecna granica polsko-czeska, tj. od doliny Żytawy, na południe od Bogatyni do Zawidowa, przez Góry Izerskie, doliną Izery, Przełęczą Szklarską, grzbietem Karkonoszy, Przełęczą Lubawską, Górami Stołowymi, przecina Kudowę-Zdrój, przechodzi między Górami Bystrzyckimi i Górami Orlickimi, wzdłuż doliny Orlicy, Przełęczą Międzyleską, Masywem Śnieżnika, Górami Złotymi, w pobliżu Złotego Stoku, przez Głuchołazy na południe do Prudnika, doliną Opawy, dochodząc do doliny Odry, gdzie znajdował się trójstyk granic z II RP. Zmiana w porównaniu z granicą austro-węgiersko-niemiecką nastąpiła w rejonie Hulczyna, która wraz z okolicami (kraik hulczyński) został przyłączony do Czechosłowacji w 1920 roku.
Po czeskiej stronie żyło wielu Niemców, obywateli Austro-Węgier, którzy nagle znaleźli się w obcym im państwie. Początkowo planowali oni przyłączenie do Austrii, lecz ze względu na oddalenie od reszty tego państwa i wrogi stosunek władz w Pradze pomysł okazał się niewykonalny. W późnych latach 30. XX wieku Adolf Hitler wysunął pod adresem Czechosłowacji roszczenia przekazania Kraju Sudetów, zamieszkanego przez niemiecką mniejszość pod władzę III Rzeszy. W układzie monachijskim tereny te przeszły pod władzę niemiecką w 1938 roku. W 1939 Niemcy dokonali rozbioru Czechosłowacji tworząc z ziem czeskich Protektorat Czech i Moraw. Granica czechosłowacko-niemiecka przestała istnieć.

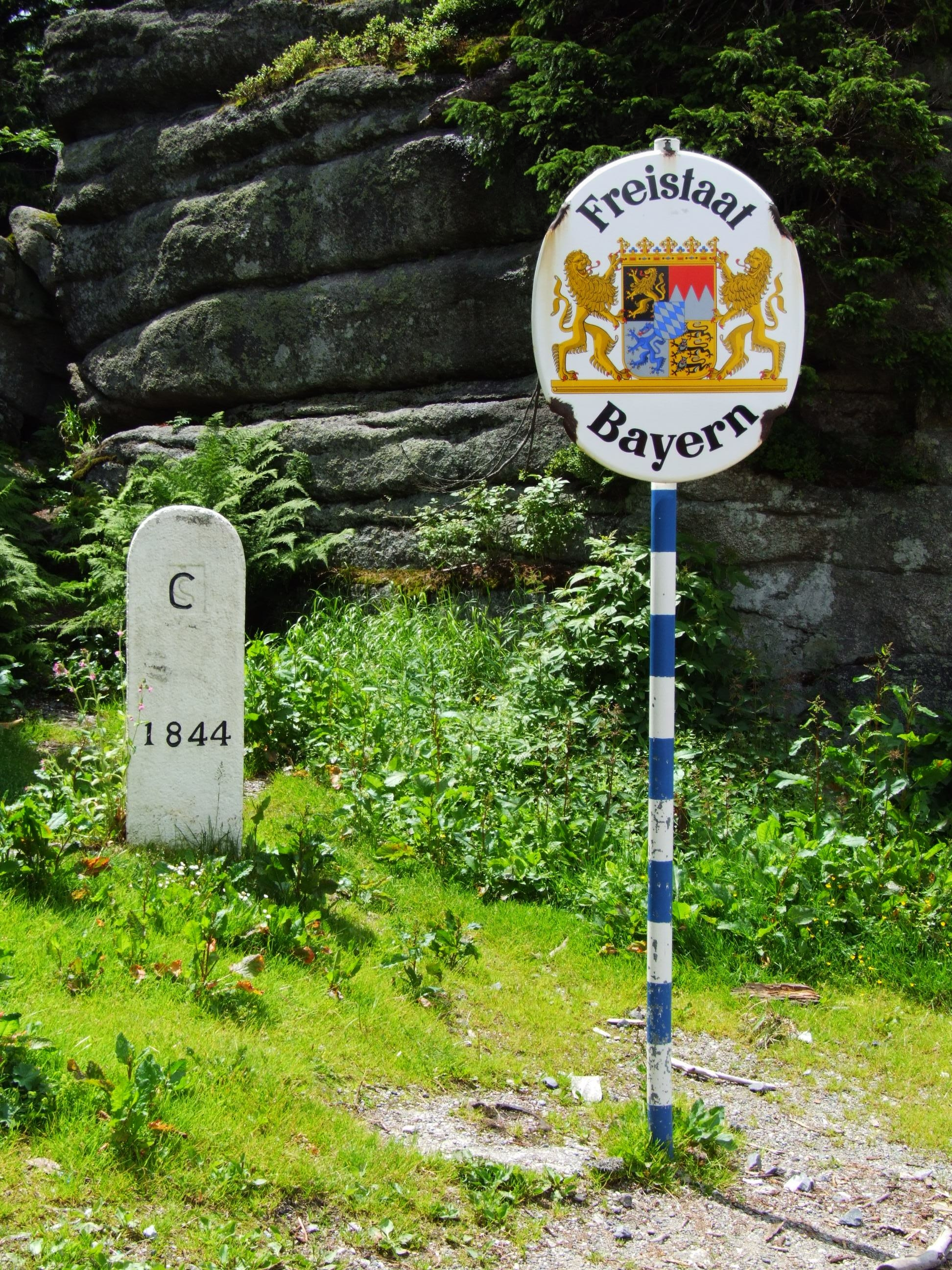
Kamień graniczny (widoczne są jeszcze symbole ČS – Československo i tablica Wolnego Państwa Bawarii) na szczycie Třístoličník/Dreisesselberg

Odtworzono ją po II wojnie światowej, jednakże była ona krótsza od przedwojennej, w związku z przekazaniem Polsce władzy nad niemieckim terenami na wschód od Odry i Nysy Łużyckiej. Tereny zagarniętego przez Hitlera Kraju Sudetów zwrócono Czechosłowacji. Niemców wysiedlono zarówno z Czechosłowacji, jak i Polski. Od 1949 roku wyróżniano dwie granice: z Niemcami Zachodnimi i z NRD. Granica przetrwała w tym kształcie do zjednoczenia Niemiec oraz rozpadu Czechosłowacji. Obecnie identyczny, jak w latach 1945–49 i 1990–92, przebieg ma granica czesko-niemiecka.